# Ielovka (Primórie)
|  | Per a altres significats, vegeu «Ielovka». |

Ielovka (en rus: Еловка) és un poble del krai de Primórie, a l'Extrem Orient de Rússia, que en el cens del 2010 tenia 228 habitants.